# Chalcomima hoplodoxa
Chalcomima hoplodoxa är en fjärilsart som beskrevs av Edward Meyrick 1929. Chalcomima hoplodoxa ingår i släktet Chalcomima och familjen stävmalar. Inga underarter finns listade i Catalogue of Life.